# ルクレティア (ヴェロネーゼ)
『ルクレティア』（伊: Lucrezia, 英: Lucretia）は、ルネサンス期のイタリアのヴェネツィア派の画家パオロ・ヴェロネーゼが1580年から1583年頃に制作した絵画である。『ルクレティアの死』とも呼ばれる。油彩。主題は古代ローマの伝説に登場する貞節で名高い女性ルクレティアである。ヴェロネーゼの晩年の作品で、大公レオポルト・ヴィルヘルム・フォン・エスターライヒのコレクションを経て、現在はウィーンの美術史美術館に所蔵されている。

## 主題
オウィディウスの『祭暦』やリウィウスの『ローマ建国史』によると、ルクレティアはルキウス・タルクィニウス・コッラティヌスの貞淑な妻であった。当時のローマはアルデア市を長期にわたって攻略中であり、夫コッラティヌスも戦列に加わっていた。ある夜、コッラティヌスは王子セクストゥス・タルクィニウスらと酒を酌み交わすうちにたがいの妻について話題が及び、自分たちの妻がどれほど素晴らしいか自慢をはじめた。その挙句、彼らは戦場を抜け出して妻たちの貞淑を確かめるようという話になった。彼らが連れ立っておのおのの妻を盗み見ると、他の妻たちが夫のいぬ間に宴会を楽しんでいるのに対してルクレティアだけは貞淑に家を守っていた。これを見たのち彼らは戦場に戻ったが王子セクストゥスはルクレティアに恋し、彼女を奪いたいという欲望に憑りつかれた。そこでセクストゥスは数日後1人の従者を連れてルクレティアを訪れ、食事の後、みなが寝静まると剣で脅しながら関係を強要した。ルクレティアは脅しに屈しなかったが、姦通の最中に殺されたと悪評が立つように男の奴隷とともに殺してやるとの脅しには耐えられなかった。セクストゥスが去るとルクレティアは父と夫を呼び出し、自らの身の振りかかった災難について話した後に短剣を胸に突き立てて自殺した。この事件をきっかけに王政は打倒され共和政に移行した。

## 作品
ヴェロネーゼは自殺するルクレティアを描いている。彼女の顔は深い悲しみに満ち、手の中にある短剣を自らの胸に突き立てている。うつむいた彼女の瞳に光はなく、傷口からは赤い血を滴らせている。ヴェロネーゼによって再解釈された自殺の瞬間は演劇的であり、悲劇の死を遂げたヒロインを装飾性豊かに描写している。ルクレティアは鮮やかな緑のブロケードと、ネックレスやブレスレット、髪飾りなど、真珠や宝石、黄金を贅沢に使った宝飾品で身を包んでいる。
帰属についてはレアンドロ・バッサーノ、パオロ・ファリナティ、ヴェロネーゼの工房などの説があったが、美術史家テリージョ・ピニャッティ（Terisio Pignatti）が1976年にヴェロネーゼに帰属して以来、真筆の作品として受け入れられている。

## 来歴
1659年、絵画は大公レオポルト・ヴィルヘルムの美術コレクションの目録にヴェロネーゼの作品として記録されたのち、大公の死後の1663年にインスブルックのアンブラス城に移された。1733年の目録ではレアンド・ロバッサーノに帰属されている。その後、1773年にウィーン、ベルヴェデーレ宮殿の帝国コレクションに加えられた。